# Vanuabalavu Airport
Vanuabalavu Airport är en flygplats i Fiji.   Den ligger i divisionen Östra divisionen, i den västra delen av landet, 290 km väster om huvudstaden Suva. Vanuabalavu Airport ligger 20 meter över havet. Den ligger på ön Vanuabalavu Island.
Terrängen runt Vanuabalavu Airport är huvudsakligen platt, men åt nordost är den kuperad. Havet är nära Vanuabalavu Airport österut.